# Ciro in Babilonia
Ciro in Babilonia o sia La caduta di Baldassare è un'opera lirica di Gioachino Rossini, ed è il suo secondo incontro con l'opera seria.
Il libretto di Francesco Aventi, un dramma con cori per musica in due atti, è basato sul libro biblico di Daniele (Cap. 5, 1–30). 
La prima rappresentazione ebbe luogo il 14 marzo 1812 al Teatro comunale di Ferrara con Marietta Marcolini ed Elisabetta Manfredini. 
Sebbene Rossini lo definisse "uno dei miei fiaschi", l'opera ebbe una buona accoglienza, testimoniata da decine di riprese negli anni successivi (lo stesso Stendhal la definì "opera piena di grazia"). Nonostante ciò, si tratta di uno dei lavori più deboli del pesarese.
L'opera ebbe uno scarso successo a causa anche di alcuni elementi inadeguati del cast: la seconda donna Anna Savinelli, a detta di Rossini, aveva una sola unica nota che le riusciva bene: il si bemolle centrale. Il compositore allora, che doveva scrivere un'aria da sorbetto per la Savinelli, scrisse per lei l'aria Chi disprezza gl'infelici incentrandola appunto su quell'unica nota, garantendo il successo per la cantante.
Il 2 marzo 1816 avviene la prima nel Teatro San Luca (oggi divenuto, dopo diversi rifacimenti e restauro, Teatro stabile del Veneto Carlo Goldoni) di Venezia con Benedetta Rosmunda Pisaroni. Il 19 maggio 1817 avviene la prima nel Teatro San Benedetto di Venezia con la Pisaroni.
Il 21 febbraio 1818 avviene la prima nel Teatro degli Avvalorati di Livorno. 
L'opera cadde nell'oblio quasi subito: la prima rappresentazione in tempi moderni si ebbe nel 1988 a Savona, con protagonisti Daniela Dessì (Amira) e Ernesto Palacio (Baldassare). Dopo una rappresentazione a Bad Wildbad (2004) e una in forma di concerto a Parigi (2008), l'opera venne finalmente eseguita per la prima volta al Rossini Opera Festival di Pesaro nel 2012, con Ewa Podleś nel ruolo del titolo.

## Cast della prima assoluta
| Ruolo      | Registro vocale | Interprete            |
| ---------- | --------------- | --------------------- |
| Baldassare | tenore          | Eliodoro Bianchi      |
| Ciro       | contralto       | Marietta Marcolini    |
| Amira      | soprano         | Elisabetta Manfredini |
| Argene     | soprano         | Anna Savinelli        |
| Zambri     | basso           | Giovanni Layner       |
| Arbace     | tenore          | Francesco Savinelli   |
| Daniello   | basso           | Giovanni Fraschi      |

## Trama
Baldassare mira a sposare la bella Amira, già sposata con Ciro e a lui ancora fedele. Ciro cerca di salvare la moglie e il figlio prigionieri del crudele tiranno, ma viene ben presto scoperto e catturato. Baldassare crede di aver vinto, ma durante un festino un prodigio gli annuncia la sua prossima morte. I sacerdoti suggeriscono allora di sacrificare i prigionieri, ma i Persiani riescono a sconfiggere i Babilonesi, liberando così Ciro e la sua famiglia. Baldassare trova la morte, e i due sposi possono finalmente vivere in pace.

## Struttura dell'opera
- Sinfonia

### Atto 1
- 1 Introduzione Di Babilonia i popoli (Coro, Zambri)
- 2 Duetto T'arrendi, alfin dipende (Baldassare, Amira)
- 3 Coro e cavatina Veh come pallido – Ciro infelice! (Ciro)
- 4 Aria Avrai tu pur vendetta (Arbace)
- 5 Aria Vorrei veder lo sposo (Amira)
- 6 Finale primo Guardie, olà! (Baldassare, Zambri, Ciro, Amira, Coro)

### Atto 2
- 7 Introduzione Sì bell'alma soccorrete (Coro)
- 8 Scena, duettino e terzetto Nello stringerti al mio petto (Ciro, Amira, Baldassare)
- 9 Coro Intorno fumino
- 10 Recitativo, temporale e scena Daniello io son (Daniele)
- 11 Cavatina con coro Misero me, che intesi! (Baldassare)
- 12 Aria Deh, per me non v'affliggete (Amira)
- 13 Aria Chi disprezza gl'infelici (Argene)
- 14 Coro, scena ed aria T'abbraccio, ti stringo (Ciro, Coro)
- 15 Finale secondo Al vincitor clemente (Coro, Ciro, Amira, Zambri)

## Organico orchestrale
La partitura di Rossini prevede l'utilizzo di:
- 2 flauti (II. anche ottavino), 2 oboi, 2 clarinetti, 2 fagotti
- 2 corni, 2 trombe, trombone
- timpani
- archi

Per i recitativi secchi:
- pianoforte (violoncello e contrabbasso ad libitum)

## Incisione discografica
| Anno | Cast (Ciro, Amira, Baldassare)                            | Direttore         | Etichetta        |
| ---- | --------------------------------------------------------- | ----------------- | ---------------- |
| 1988 | Caterina Calvi, Daniela Dessì, Ernesto Palacio            | Carlo Rizzi       | Arkadia Academia |
| 2004 | Annarita Gemmabella, Luisa Islam-Ali-Zade, Riccardo Botta | Antonino Fogliani | Naxos Records    |

## Registrazioni video
| Anno | Cast (Ciro, Amira, Baldassare)            | Direttore        | Etichetta       |
| ---- | ----------------------------------------- | ---------------- | --------------- |
| 2012 | Ewa Podleś, Jessica Pratt, Michael Spyres | Will Crutchfield | Unitel Classica |